# Nepiothericles karrooensis
Nepiothericles karrooensis är en insektsart som beskrevs av Marius Descamps 1977. Nepiothericles karrooensis ingår i släktet Nepiothericles och familjen Thericleidae. Inga underarter finns listade i Catalogue of Life.